# Cupa României 2006-2007
Cupa României 2006/2007 a fost a 69-a ediție a Cupei României. Finala s-a jucat pe data de 26 mai 2007 pe Stadionul Dan Păltinișanu în Timișoara. Câștigătoarea cupei, FC Rapid București,  s-a calificat în prima rundă a Cupei UEFA, ediția 2007-2008.

## Șaisprezecimi
Meciurile au avut loc pe 24 și 25 octombrie 2006.